# 고야마 아라타
고야마 아라타(일본어: 小山 新, 1998년 6월 14일~)는 일본의 축구 선수이다.

## 구단 경력
그는 2021년 J3리그의 FC 기후에 입단했다. 2022년까지 12경기에 출전, 2022년후 현역 은퇴.